# Martin Nezval
Martin Nezval (12. ledna 1960, Brno) je český spisovatel. Jeho dílo je výrazně ovlivněno postmodernou, často cituje Milana Kunderu, Ernesta Hemingwaye či Woodyho Allena. Mezi jeho nejznámější díla patří Anna sekretářka nebo Sex, prachy a frikulín.

## Dílo
- Ztracená iluze
- Ulovit miliardáře - filmový scénář
- Nezdolně dobrá nálada Jaroslava Haška - životopisná divadelní hra o 25 obrazech

Romány:
- Líbánky v Bimbambumu (Sociálně bulvární kýč z doby "za pět minut dvanáct")
- Anna sekretářka
- Obsluhoval jsem prezidentova poradce
- Premiér a jeho parta
- Štěstí je tady a těď aneb Racionální analýza nevěry
- Zlatí hoši
- Sex, prachy a frikulín
- Jak ulovit miliardáře
- Každá je ta pravá
- Mafiáni
- Holky z nezisku